# Прапор Заставни
Пра́пор Заста́вни — один з офіційних символів міста Заставни, районного центру Чернівецької області, що затверджений 18 липня 2001 року рішенням XXI сесії Заставнівської міської ради ХХІІІ скликання.
Автором проекту прапора є А. Ґречило.

## Опис прапора
Прапор району являє собою квадратне полотнище синього кольору. Із нижнього кута від древка до верхнього кута по діагоналі йде поперемінно ділена біло-червона смуга 1/8 сторони прапора заввишки. У верхньому від смуги полі знаходиться золота сова з розгорнутими крилами, у нижньому розташовані три білі коропи.

## Символіка
- Біло-червона смуга символізує загороджувальну балку на заставі, тобто вказує на одну з версій походження назви міста.
- Сова вказує на річку Совицю, вздовж якої розвивалося місто.
- Три коропи і синій колір вказують на велику кількість ставів та розвиток рибного промислу в регіоні.